# Ben Schwietert
Ben Schwietert (Nimega, 16 de febrero de 1997) es un deportista neerlandés que compite en natación, especialista en el estilo libre.
Ganó una medalla de plata en el Campeonato Mundial de Natación de 2017, una medalla de oro en el Campeonato Europeo de Natación de 2016 y una medalla de bronce en el Campeonato Europeo de Natación en Piscina Corta de 2015.
Participó en los Juegos Olímpicos de Tokio 2020, ocupando el séptimo lugar en la prueba de 4 × 200 m libre.

## Palmarés internacional
| Campeonato Mundial                  | Campeonato Mundial    | Campeonato Mundial | Campeonato Mundial    |
| Año                                 | Lugar                 | Medalla            | Prueba                |
| ----------------------------------- | --------------------- | ------------------ | --------------------- |
| 2017                                | Budapest (Hungría)    | Medalla de plata   | 4 × 100 m libre mixto |
| Campeonato Europeo                  |                       |                    |                       |
| Año                                 | Lugar                 | Medalla            | Prueba                |
| 2016                                | Londres (Reino Unido) | Medalla de oro     | 4 × 100 m libre mixto |
| Campeonato Europeo en Piscina Corta |                       |                    |                       |
| Año                                 | Lugar                 | Medalla            | Prueba                |
| 2015                                | Netanya (Israel)      | Medalla de bronce  | 4 × 50 m libre mixto  |